# Visions du Réel

Logo des Festivals

Visions du Réel gilt als eines der wichtigsten internationalen Festivals für Dokumentarfilme. Es findet in Nyon in der Schweiz statt und ist das drittgrösste Filmfestival des Landes sowie das grösste der Westschweiz. 
Ursprünglich 1969 gegründet, findet es in seiner heutigen Form seit 1995 jährlich im April statt. 2009 wurden 40 Jahre „Dokumentarfilme in Nyon“ beziehungsweise 15 Jahre Visions du Réel gefeiert.

## Geschichte
1969 gründeten Moritz de Hadeln und seine Frau Erika de Hadeln in der Schweiz das Dokumentarfilmfestival Nyon. Moritz de Hadeln hatte die Leitung des Festivals bis 1979 und Erika de Hadeln bis 1994.
Von 1995 bis 2010 leiteten der Filmkritiker Jean Perret und seine Frau Gabriela Bussmann das Festival. Sie schufen im Festivalprogramm den Begriff Dokumentarfilm ab, weil er der heutigen Formenvielfalt in diesem Genre nicht mehr gerecht werde und ersetzten ihn mit dem weiter gefassten Titel Visions du Réel. Beim Filmfestival sind neben den klassischen Dokumentarfilmen deshalb weitere Ausdrucksmöglichkeiten des Kinos der Realität vertreten. 
2010 wurden – zum letzten Mal unter der abtretenden Festivalleitung – über 160 Filme vorgeführt. Seit 2011 leitet der italienische Journalist und Filmkritiker Luciano Barisone das Festival. Er kündigte im August 2016 an, es nach der Ausgabe 2017 zu verlassen. Seit 2017 ist Emilie Bujès künstlerische Leiterin des Festivals.
Im Jahr 2012 zeigte man 110 Filme aus 47 Ländern. Es wurden 25.000 zahlende Gäste gezählt – 4000 mehr als im Jahr zuvor. 2016 wurden 39'000 Zuseher verzeichnet.

## Preise
Im internationalen Wettbewerb sind die folgenden drei Preise – von insgesamt 15 verliehenen – am höchsten dotiert: 
- Grand Prix der Schweizerischen Post – Visions du Réel (CHF 20'000)
- Preis der SRG SSR idée suisse (CHF 10'000)
- Publikumspreis der Stadt Nyon (CHF 10'000)